# Oskar-von-Miller-Polytechnikum
Das Oskar-von-Miller-Polytechnikum war eine städtische Ingenieurschule in München. Sie bestand unter verschiedenen Namen von 1924 bis 1971, als sie in der Fachhochschule München aufging.

## Geschichte
Die 1827 gegründete staatliche Polytechnische Centralschule unter Leitung von Joseph von Utzschneider gilt als Vorläufer der heutigen Technischen Universität München. Mit der Erhebung der Polytechnischen Schule zur Technischen Hochschule wurden 1868 als neue mittlere technische Bildungsanstalten sogenannte Industrieschulen gegründet, eine davon in München. Diese Schulen hatten zwei Aufgaben: die Vorbereitung auf den „höheren Gewerbs- und Fabrikbetrieb“ und den Zugang zur „höheren, vollständigeren theoretischen Ausbildung“ an der neuen Technischen Hochschule.
Die Industrieschule war zunächst im Gebäude der vormaligen Polytechnischen Schule an der Damenstiftsgasse untergebracht. Bis 1877 entstand auf dem Grundstück Gabelsbergerstraße 23 – heute Hausnummer 57 – ein neues Gebäude mit Werkstätten. Mit der Auflösung der Industrieschule 1907 entstand bei der polytechnischen Ausbildung eine Lücke, die von keiner anderen Einrichtung geschlossen wurde. Es sollte 17 Jahre dauern, bis eine neue, vergleichbare Fachschule in München eingerichtet wurde.

Oskar-von-Miller-Polytechnikum, Lothstraße 34, errichtet 1925–1926 von Karl Meitinger.

Nachdem die Errichtung eines staatlichen Technikums in München mehrfach gescheitert war, wurde im Jahr 1924 die Höhere Technische Lehranstalt der Stadt München gegründet. Sie war vorübergehen in der Gewerbeschule an der Pranckhstraße untergebracht. Ein neues Institutsgebäude an der Ecke Loth- und Kreittmayrstraße umfasste einen Hauptbau mit 15 Lehrsälen, den Seitenbau an der Lothstraße und das Laboratorium mit zahlreichen Laborräumen an der Kreittmayrstraße.
Organisatorisch diente die Höhere Technische Staatslehranstalt Nürnberg der Münchner Schule als Vorbild. 1924 hatten sich 130 Studierende in zwei Parallelkursen der Abteilungen Maschinenbau und Elektrotechnik eingeschrieben. Besonders befähigte Absolventen der Münchner Lehranstalt konnten ab September 1926, sofern sie deutsche Reichsangehörige waren und mit einer Ergänzungsprüfung eine ausreichende allgemeine Bildung nachweisen konnten, als ordentliche Studierende an der Technischen Hochschule München zugelassen werden. Zum 1. Oktober 1931 besuchten 162 Studierende die Abteilung Maschinenbau und 151 die Abteilung Elektrotechnik.
Die Schule kam 1935 unter die Leitung des Nationalsozialisten Gebhard Himmler. Unliebsame Dozenten wurden teils formal entlassen oder hinausgedrängt, es kam auch zu Verhaftungen. In der Zeit des Nationalsozialismus als „Ingenieurschule der Hauptstadt der Bewegung“ bezeichnet, wurde sie 1946 in Oskar-von-Miller-Polytechnikum umbenannt. Ab dem Wintersemester 1946/47 war sie unter der neuen Bezeichnung „Oskar-von-Miller-Polytechnikum mit Staatsbauschule München“ vorübergehend mit der Staatsbauschule München organisatorisch verbunden. Ab 1949 führte das Polytechnikum die Zusatzbezeichnung Akademie für angewandte Technik. 
1952 gründete Joseph Suder Chor und Orchester des städtischen Oskar-von-Miller-Polytechnikums. 1962 gab er die Leitung dieser Ensembles an seinen Sohn Alexander Suder ab. 
Im Jahr 1960 war das Polytechnikum die größte Ingenieurschule der Bundesrepublik Deutschland. 1961 verabschiedete der Bayerische Landtag einen Fünfjahresplan für den Ausbau der öffentlichen Ingenieurschulen im Freistaat, nach dem die Zahl der Studienplätze von 7.300 im Jahr 1959/60 auf etwa 13.000 ab dem Jahr 1966 ausgebaut werden sollte. Eine Vereinbarung mit der Stadt sah die Schaffung von 1.000 zusätzlichen Studienplätzen sowie die Errichtung eines großen Erweiterungsbaus anstelle des Gebäudes an der Dachauer Straße 98 a vor.
Die Fachhochschule München wurde am 1. August 1971 infolge des neu eingeführten Fachhochschulgesetzes als Nachfolger dieser Ingenieurschule, der Staatsbauschule München und einiger höherer Fachschulen gegründet. Karl Hammer, Physiker und seit 1960 Direktor des Oskar-von-Miller-Polytechnikums war deren Gründungspräsident.

## Direktoren
- Hans Pfann, 1924 bis 1935
- Gebhard Himmler, 1935 bis 1941
- Friedrich Bergtold, 1941 bis 1945
- Fritz Westrich, 1945 bis 1952
- Karl Poschenrieder, 1952 bis 1957
- Ludwig Schramm, 1957 bis 1960
- Karl Hammer, ab 1960